# Campionat Africà de Nacions
El Campionat Africà de Nacions, (anomenat per patrocini: Campionat Africà de Nacions TotalEnergies) és un torneig de futbol que es va presentar per primera vegada l'11 de setembre de 2007. Està organitzat per la Confederació Africana de Futbol i la disputen els millors equips nacionals africans, amb la condició que es convoqui només a aquells jugadors que es troben en actiu als campionats de lliga domèstics durant la temporada en què es disputa la competició. Els jugadors expatriats, encara que es trobin en altres equips africans, no poden formar part de la selecció.
La primera edició del torneig va ser l'edició de 2009 amb la participació de 8 equips. La seu va ser Costa d'Ivori, i el primer vencedor la selecció de la República Democràtica del Congo. Per la segona edició del torneig es va expandir la terna d'equips a 16 seleccions, celebrant-se al Sudan el 2011. Aquella edició va ser guanyada per Tunísia, coincidint amb l'inici de la Revolució de Tunísia. A partir de l'edició de 2022 la competició s'expandí a 18 equips participants.
El torneig se celebra cada dos anys, alternant amb la Copa d'Àfrica.

## Resultats

### Resum
| 2009 Detalls | Costa d'Ivori           | 8  | · R.D. Congo | 2–0         | · Ghana   | · Zàmbia        | 2–1         | · Senegal  |
| 2011 Detalls | Sudan                   | 16 | · Tunísia    | 3–0         | · Angola  | · Sudan         | 1–0         | · Algèria  |
| 2014 Detalls | Sud-àfrica              | 16 | · Líbia      | 0–0 (4–3 p) | · Ghana   | · Nigèria       | 1–0         | · Zimbàbue |
| 2016 Detalls | Rwanda                  | 16 | · R.D. Congo | 3–0         | · Mali    | · Costa d'Ivori | 2–1         | · Guinea   |
| 2018 Detalls | Marroc                  | 16 | · Marroc     | 4–0         | · Nigèria | · Sudan         | 1–1 (4–2 p) | · Líbia    |
| 2020 Detalls | Camerun                 | 16 | · Marroc     | 2–0         | · Mali    | · Guinea        | 2–0         | · Camerun  |
| 2022 Detalls | Algèria                 | 17 | · Senegal    | 0–0 (5–4 p) | · Algèria | · Madagascar    | 1–0         | · Níger    |
| 2024 Detalls | Kenya, Tanzània, Uganda |    |              |             |           |                 |             |            |

### Resultats per nació
| Equip                           | Campió          | Finalista      | Tercera plaça  | Quarta plaça | Total |
| ------------------------------- | --------------- | -------------- | -------------- | ------------ | ----- |
| República Democràtica del Congo | 2 (2009, 2016]) | –              | –              | –            | 2     |
| Marroc                          | 2 (2018, 2020)  | –              | –              | –            | 2     |
| Líbia                           | 1 (2014)        | –              | –              | 1 (2018)     | 2     |
| Senegal                         | 1 (2022)        | –              | –              | 1 (2009)     | 2     |
| Tunísia                         | 1 (2011)        | –              | –              | –            | 1     |
| Ghana                           | –               | 2 (2009, 2014) | –              | –            | 2     |
| Mali                            | –               | 2 (2016, 2020) | –              | –            | 2     |
| Nigèria                         | –               | 1 (2018)       | 1 (2014)       | –            | 2     |
| Algèria                         | -               | 1 (2022)       | –              | 1 (2011)     | 2     |
| Angola                          | –               | 1 (2011)       | –              | –            | 1     |
| Sudan                           | –               | –              | 2 (2011, 2018) | –            | 2     |
| Guinea                          | –               | –              | 1 (2020)       | 1 (2016)     | 2     |
| Zàmbia                          | –               | –              | 1 (2009)       | –            | 1     |
| Costa d'Ivori                   | –               | –              | 1 (2016)       | –            | 1     |
| Madagascar                      | –               | –              | 1 (2022)       | –            | 1     |
| Zimbàbue                        | –               | –              | –              | 1 (2014)     | 1     |
| Camerun                         | –               | –              | –              | 1 (2020)     | 1     |
| Níger                           | –               | –              | –              | 1 (2022)     | 1     |